# D (igra)
D (izv. jap. Dの食卓, D-ova trpeza), konzolaška videoigra.

## Radnja
Mladu učiteljicu iz San Francisca Lauru Harris kontaktira losanđeleska policija da je njen otac Richard Harris, lječnik u bolnici, u njoj počinio pištoljem pokolj i zabarikadirao se. Uzbuđena i potresena, Laura dolazi u bolnicu i biva iznenadno prenesena u tajanstveni srednjovjekovni dvorac. Našavši se u dvorcu, istražuje ga, pokušavajući saznati kako je ovo sve povezano s očevim naizgled besmislenim i nasumičnim pokoljem.

## Način igre
D je tipična avanturistička igra. Igrač se kreče po dvorcu po strogo zadanim puteljcima. Napreduje u igri rješavanjem zagonetaka, obično koristeći predmete koje je pokupio. Ako negdje zastane, savjete može dobiti preko Laurinog zrcala za šminku. Za razliku od ostalih igara tog žanra, D ne dozvoljava mogućnost spremanja igre i igraču zadaje vremensko ograničenje od dva sata unutar kojih mora priječi igru. Ako to ne učini, Laura se automatski vraća u bolnicu i igra završava.

## Razvoj
Razvoj D-a trajao je godinu dana. Priča se temelji na horor romanu Drakuli, ali voditelju projekta Kenjiu Enu roman je bio dosadan pa je pri završetku dodao u igru nasilje i ljudožderstvo. Te je elemente držao potajice za sebe - čak i od ostalih članova WARP-a - jer se bojao da mu zbog cenzure neće dopustiti objaviti igru. Da zaobiđe cenzuru napravio je dvije inačice igre: jednu bez nasilja i ljudožderstva i jednu s njima. Prvu je pokazao ostalima i to sa zakašnjenjem, znajući da je kazna za to da će morati osobno dostaviti igru proizvođačima u SAD-u. Avionom se uputio u SAD i dostavio nasilnu inačicu.

## Komercijalna i kritička reakcija
Igra je bila komercijalno uspješna. Samo u Japanu je bila prodana u milijun primjeraka. Kritičke su reakcije bile pozitivne. Igru se hvalilo zbog jezovite atmosfere, zvuka i grafike. Časopis za videoigre GameFan dodijelio joj je nagradu najbolje 3DO igre za godinu 1995. Ipak, nisu sve kritike bile pohvalne. Prigovaralo joj se suhoparan način igre i da je priča prikladnija za prozu ili film nego za igru. U retrospektivi za 2008. godinu, časopis Game Informer ju je svrstao među najlošije horor videoigre ikada.

## D's Diner: Director's Cut
1996. izašla je nova inačica D-a za 3DO eksluzivno za japansko tržište. Sadrži dodatne scene, četiri reklame za igru, audio roman koji govori o povijesti obitelji Harris i dodatni audio CD s glazbom iz igre.

## Nastavci
Komercijalni uspjeh polučio je dva nastavka: Enemy Zero i D2.